# Damien Leith
Damien Leith (* 18. Januar 1976 in County Kildare, Irland) ist ein australischer Sänger und Songwriter.

## Leben
Leith wuchs als Sohn eines Ingenieurs zunächst in der irischen Stadt Newbridge auf, bis der örtliche Arbeitgeber in eine wirtschaftliche Krise geriet und die Familie auf der Suche nach Arbeit 1982 nach Libyen zog. Drei Jahre später gingen sie nach Südafrika, dann Botswana und Kenia mit kurzen Aufenthalten in Großbritannien und Irland. 2001 machte Leith in Australien Urlaub und beschloss nach der späteren Heirat mit einer Einheimischen, sich dort niederzulassen und die australische Staatsbürgerschaft anzunehmen. Er lebt mit seiner Frau und drei Kindern in Sydney.
Erste Erfahrung als Musiker machte Leith, als er im Teenageralter mit seinen Geschwistern die Band Leaf gründete (später auch unter dem Namen Releaf). Nachdem er nach Sydney gezogen war, trat er dort als Frontmann der Band Revelate in örtlichen Nachtclubs auf. Seinen Lebensunterhalt verdiente er als Chemiker. 2006 bewarb er sich als einer von über 25.000 Anwärtern für die vierte Staffel von Australian Idol und gelangte ins Finale. Mit Songs wie Wicked Game und Hallelujah, zu denen er sich selbst auf der Gitarre begleitete, setzte er sich unter anderem gegen die Zweitplatzierte Jessica Mauboy durch und gewann den Wettbewerb.
Kurz nach dem Finale veröffentlichte Leith bei Sony BMG den Pop-Song Night of My Life, der für seinen und Mauboys Auftritt bei Australian Idol geschrieben worden war (Mauboy trug ihn in einer anderen Version vor). Der Song ist ein Beispiel für Leiths Falsett-Technik, die einer der Gründe für seinen Erfolg im Wettbewerb war. Die Single wurde im Dezember 2006 ein Nummer-eins-Hit in Australien und hielt sich vier Wochen auf der Spitzenposition. Auf der B-Seite wurde der von Leith selbst verfasste Song Come to Me veröffentlicht. Beide Lieder waren auch Tracks auf seinem danach erschienenen Debütalbum The Winner’s Journey, das außerdem Live-Aufnahmen von zwölf seiner 16 Wettbewerbsauftritte enthielt - hauptsächlich Coverversionen sowie der Originaltitel Sky. Das Album erreichte ebenfalls Platz 1 der australischen Charts sowie vierfachen Platin-Status. Bei den ARIA Awards 2007 wurde es als meistverkauftes Album des Jahres ausgezeichnet.
2007 konnte Leith mit seinem zweiten Album Where We Land auch unabhängig von der Idol-Vermarktung an den Erfolg anschließen, es wurde ein Nummer-eins-Hit und verkaufte sich gut (Platin). Der erfolgreichste Track daraus war der Coversong 22 Steps (Original von Andy Stochansky), dieser konnte sich auf Rang 11 der australischen Charts platzieren. Außerdem enthält das Album eine Reihe von selbstkomponierten Liedern (z. B. All I Want Is You) und eine Version der irischen Ballade Danny Boy.
Leiths darauf folgende Kompilation Catch the Wind: Songs of a Generation (2008) mit Covern von Folk-Hits der 1960/1970er Jahre (z. B. Wild World, The Times They Are a-Changin’) fiel dagegen etwas ab, konnte sich aber auf dem zweiten Platz der Charts platzieren und gewann eine Goldene Schallplatte. Sein im Folgejahr erschienenes drittes Studioalbum Remember June kam noch auf Platz 25 in die Charts, wo es zwei Wochen verblieb.
Mehr Erfolg brachte Leith wieder das 2010 veröffentlichte Tributealbum an Roy Orbison. Dessen Witwe, Barbara Orbison, wirkte als Executive Producer an dem Album mit. Roy: A Tribute to Roy Orbison kam auf den zweiten Platz der australischen Charts und erlangte Platinstatus. Es enthält 14 Cover-Songs aus den verschiedenen Stufen von Roy Orbisons dreißigjährigem Wirken, u. a. Only the Lonely, Oh, Pretty Woman und I Drove All Night.
Nachdem Leith 2012 auch sein viertes Studioalbum, Now & Then, bei Sony veröffentlicht hatte, brachte er im darauffolgenden Jahr mit Chapter Seven erstmals ein Album unabhängig von dem Majorlabel heraus. 2015 kehrte er mit Songs from Ireland aber wieder zu Sony zurück. Auf diesem Album interpretierte er traditionelle irische Lieder wie Molly Malone und The Star of the County Down. Es enthält Gastbeiträge von Sharon Corr (Black Is The Colour) und Sharon Shannon (Galway Girl). Ähnlich wie Now & Then verfehlte das Album knapp die Top-10 und hielt sich gut einen Monat in den Charts.
Neben seinen Platten veröffentlicht Leith auch Belletristik. Bei HarperCollins Australien erschienen sein in Nepal spielender Thriller One more time (2007) und die irische Vater-Sohn-Geschichte Remember June (2010).

## Diskografie

### Alben
- 2006: The Winner’s Journey, Sony
- 2007: Where We Land, Sony
- 2008: Catch the Wind: Songs of a Generation, Sony
- 2009: Remember June, Sony
- 2010: Roy: A Tribute to Roy Orbison, Sony
- 2012: Now & Then, Sony
- 2013: Chapter Seven
- 2015: Songs from Ireland, Sony

### Singles
- 2006: Night Of My Life, Sony